# Chiltoniidae
Chiltoniidae (лат.) — семейство ракообразных из отряда бокоплавов (Hyaloidea, ранее в Talitroidea, Gammarida).

## Описание
Тело латерально сжато. У максиллы 1 внутренняя доля с 8-9 зубцами, пальпы отсутствуют. Тазики 1-3 примерно в 1,5 раза длиннее ширины. Тазик 1 без заднебоковых отростков; тазики 2-3 с заднебоковыми отростками или без них. Гнатопод 2 самца с половым диморфизмом, карпус прямоугольный и редуцированный, без лопасти. Гнатопод самки 2 субхелатный, карпус без лопасти. Оостегиты: 2-й треугольный, 3-4 прямоугольные и 5-й вариабельный. Уропод 3 одночлениковый или без рами. Тельсон целый.

## Распространение
Морские обитатели литорали: Австралия, Новая Зеландия, Южная Африка.

## Классификация
Включает 10 родов и около 20 видов. Семейство впервые выделено в 1972 году американским зоологом Джерри Лоренсом Барнардом (Jerry Laurens Barnard, 1928–1991). Включено в состав Hyaloidea. До 2019 года семейство включалось в Talitroidea.
- Afrochiltonia K. H. Barnard, 1955
- Arabunnachiltonia King, 2009[8]
- Austrochiltonia Hurley, 1958 — 5 видов[9][10]
- Chiltonia Stebbing, 1899 — 4 вида
- Kartachiltonia King & Leys, 2014[11]
- Phreatochiltonia Zeidler, 1991[12]
- Scutachiltonia King, 2012[13]
- Stygochiltonia King, 2012[13]
- Wangiannachiltonia King, 2009 — 6 видов[8][14]
- Yilgarniella King, 2012[13]